# David Storey
David Rhames Storey (Wakefield, 13 luglio 1933 – Londra, 27 marzo 2017) è stato un drammaturgo e scrittore inglese.
Tra i suoi romanzi vi sono Fuga a Camden (Flight into Camden), che vinse il John Llewellyn Rhys Prize nel 1961 e il Somerset Maugham Award nel 1963, Pasmore, Geoffrey Faber Memorial Prize del 1973 e Saville, vincitore dell'edizione 1976 del Booker Prize.
Il suo primo romanzo, Il campione, venne trasposto nel film del 1963 Io sono un campione di Lindsay Anderson.
I suoi drammi affrontano, in prospettive diverse, il problema dell'alienazione, ricreando minuziosamente i dettagli della vita quotidiana per mettere in luce la condizione dell'uomo contemporaneo e le convenzioni sociali che lo circondano. In The Contractor, ad esempio, un gruppo di operai monta una tenda per un matrimonio nel primo atto e la smonta l'ultimo, e nel corso dell'operazione emergono gli atteggiamenti e i rapporti tra gli operai e loro datori di lavoro.

## Opere
- This Sporting Life (Il campione, 1960)
- Flight into Camden (Fuga a Camden, 1961)
- Radcliffe (1963)
- The Restoration of Arnold Middleton (1967)
- In Celebration (1969)
- The Contractor (1970)
- Home (1970)
- The Changing Room (1971)
- Pasmore (1972)
- The Farm (1973)
- Cromwell (1973)
- A Temporary Life (1973)
- Edward (1973)
- Life Class (1975)
- Saville (1976), vincitore del Booker Prize
- Mother's Day (1977)
- Early Days (1980)
- Sisters (1980)
- A Prodigal Child (1982)
- Present Times (1984)
- The March on Russia (1989)
- Storey's Lives: 1951-1991 (1992)
- A Serious Man (1998)
- As it Happened (2002)